# Waterfall (album de B.I)
Pour les articles homonymes, voir Waterfall.
Albums de B.I
Midnight Blue (Love Streaming)
(2021) Cosmos
(2021)
Singles
1. Re-birth
Sortie : 15 avril 2021
2. illa illa
Sortie : 1er juin 2021

Waterfall est le premier album studio standard de l'auteur-compositeur, rappeur, chanteur et danseur sud-coréen B.I, publié par IOK Music et 131 Label le 1er juin 2021. Il entérine le retour de l'artiste sur la scène musicale après un hiatus de près de deux ans. B.I, qui a écrit les paroles et co-composé la musique des douze chansons de Waterfall, y évoque son état d'esprit durant cette période difficile.
Vendu à plus de 100 000 exemplaires, Waterfall est l'un des cinq meilleurs albums K-pop sélectionnés par le magazine américain Time pour l'année 2022. Le fruit des droits d'auteur de B.I sur ses titres, ainsi que tous les profits générés par l'album sont reversés à une organisation caritative.

## Contexte
Deux ans avant Waterfall, le 12 juin 2019, la presse sud-coréenne publie des révélations selon lesquelles B.I, alors le leader, principal auteur-compositeur et réalisateur artistique du groupe iKon, aurait acheté du LSD et consommé du cannabis trois ans plus tôt, alors qu'il avait 19 ans. L'affaire provoque un scandale de grande ampleur en Corée du Sud et B.I, qui avait annoncé son départ d'iKon à peine quelques heures après les premières accusations, cesse toute activité publique pendant un an et demi. En 2021, il revient progressivement sur le devant de la scène, d'abord avec un featuring sur le titre Acceptance Speech de l'album d'Epik High Epik High Is Here 上, puis en publiant presque sans promotion un EP de trois titres, Midnight Blue (Love Streaming), dont tous les profits sont reversés à une organisation caritative. Il a fondé son propre label, 131, alors affilié à l'agence IOK dont il a été nommé directeur exécutif,.
Le 7 mai 2021, 131 informe via les réseaux sociaux de la sortie prochaine du premier album standard de B.I, précédé d'un single « mondial ». Produit par les Stereotypes et intitulé Got It like That, le single paraît le 14 mai 2021, en collaboration avec les artistes américains Destiny Rogers et Tyla Yaweh. L'album, dont le nom Waterfall sera révélé ultérieurement, est annoncé pour le 1er juin 2021,.
Moins d'une semaine après la parution de Waterfall, le 7 juin 2021, la presse sud-coréenne dévoile que B.I a été mis en examen dans l'affaire de 2016 le 28 mai 2021. La nouvelle soulève une controverse médiatique sur la reprise de la carrière de l'artiste, jugée inopportune par une partie de l'opinion publique sud-coréenne. Le lendemain, l'agence IOK s'excuse par un communiqué des circonstances de la parution de l'album et réaffirme les propos déjà tenus lorsque Waterfall avait été annoncé : à défaut de pouvoir revenir sur ses erreurs passées, ses projets musicaux sont pour B.I un moyen de contribuer utilement à la société.
En septembre 2021, IOK fait savoir que des dispositions ont été prises pour faire don mensuellement des profits et droits d'auteur de Midnight Blue (Love Streaming) et Waterfall jusqu'à 60 ans après la mort de l'artiste, les deux premiers versements ayant alors déjà eu lieu.
Un an et demi et deux albums plus tard, en janvier 2023, alors qu'il est interrogé sur le nom qu'il souhaiterait donner à un film biographique qui lui serait consacré, B.I choisit Waterfall en référence à son premier album, qu'il décrit comme le « point de départ de [sa] carrière en solo », le « début de tout ».

## Parution
Le 16 mai 2021 à minuit heure de Séoul, 131 publie sur les réseaux sociaux un planning qui annonce la diffusion progressive d'un ensemble d'affiches et vidéos promotionnelles jusqu'au jour de sortie de Waterfall.
La liste des pistes de l'album paraît le 18 mai 2021 à minuit, révélant le nom du titre principal, illa illa – ou 해변 (bord de mer) en coréen –, et l'inclusion du single Re-birth. Ce dernier avait été discrètement publié sur les plateformes de musique sud-coréennes en avril 2021, non sous le nom de B.I, mais sous celui qu'il a donné à ses fans, ID (identité). La liste mentionne par ailleurs des featuring sur les chansons Daydream et Stay, sans nommer les artistes impliqués. Le lendemain à la même heure, 131 publie sur sa chaîne YouTube une vidéo d'introduction de l'album titrée ‘Waterfall’ Intro Film, dont la bande audio associe des extraits de Re-birth et Waterfall. Elle met en valeur le jeu d'acteur de B.I dans des scénettes sombres chargées d'émotions.
Les 20 et 21 juin 2021 à minuit sont diffusées deux vidéos de la chanson Waterfall produites par Mother Media. La première, intitulée ‘Waterfall’ Live Film, présente le titre dans son intégralité, interprété par B.I dans le décor dépouillé d'un champ au milieu de la nuit,. La seconde, ‘Waterfall’ Performance Film, est un clip de danse sur une version raccourcie du morceau. B.I et des danseurs du studio sud-coréen 1Million y exécutent une chorégraphie hip-hop créée par Yoo Youngbeen,,.
Du 23 juin minuit au 25 juin six heures, 131 publie successivement dix brèves vidéos d'environ 30 secondes. Suivant l'ordre des pistes de l'album, à l'exception de Waterfall et du single illa illa, ces mini clips vidéo dénommés track films introduisent chacun un extrait d'une chanson, illustré par une scène jouée par B.I dans un décor propre au titre. illa illa fait ensuite l'objet de plusieurs teasers dédiés, avec une première affiche basée sur une photographie de B.I diffusée le 25 juin 2021 à minuit, puis quatre autres le 26 à minuit, et enfin une vidéo, intitulée  ‘해변 (illa illa)’ Lyric Mood Film, le 27 à minuit. Cette dernière montre B.I dans un paysage paisible de bord de mer. Elle dévoile les paroles des premiers vers de la chanson et donne un aperçu de la mélodie, interprétée pour l'occasion uniquement au piano.
L'album sort le 1er juin 2021. Deux amis de longue date, le leader d'Epik High Tablo et la chanteuse sud-coréenne Lee Hi apparaissent en featuring sur les titres Stay et Daydream respectivement. Il s'agit du troisième titre commun de B.I et Tablo, après les chansons d'Epik High Acceptance Speech (feat. B.I) quelques mois plus tôt et Born Hater (feat. Beenzino, Verbal Jint, B.I, Mino, Bobby) en 2014. B.I avait également déjà travaillé avec Lee Hi par le passé, notamment en participant en tant que rappeur et auteur-compositeur à son album 24°C en 2019,. Il l'avait accompagnée pour la promotion du single No One (feat. B.I) avant que le scandale n'éclate.
Parallèlement à la diffusion de Waterfall, 131 publie un clip vidéo pour son titre principal illa illa. Réalisé par Woogie Kim et produit par Mother Media, il s'ouvre sur l'image de B.I sortant de la mer, épuisé, puis le suit alors qu'il court sans direction dans une ville d'apparence hostile. Le décor et son personnage gagnent en sérénité à mesure que la vidéo progresse, jusqu'à la scène finale, où il traverse un pont en voiture, un sourire sur le visage. Le générique de fin montre l'artiste dans son studio, en train d'enregistrer la chanson. C'est le seul moment de la vidéo où le spectateur le voit chanter, B.I ayant voulu que le clip, à la manière d'un film, transmette son message uniquement via les expressions de son personnage et les paroles de la chanson, sans qu'il n'ait besoin d'interpréter celle-ci à l'écran.

## Réception

### Accueil par la critique
Waterfall reçoit un accueil chaleureux de la part des magazines culturels internationaux qui s'intéressent à la musique populaire sud-coréenne. MTV News retient le single illa illa pour sa sélection hebdomadaire de chansons Bop Shop, louant la manière dont le titre développe un message d'espoir en associant aux qualités d'un tube estival des paroles « mélancoliques » et « poétiques ». Teen Vogue l'inclut dans son top Best New Music Friday, avec la même appréciation pour ce mélange de « chagrin et victoire, désirs inassouvis et guérison ». illa illa figure également dans la liste des dix meilleures chansons K-pop du premier semestre 2021 publiée par le magazine américain Time le 1er juillet 2021. La critique Kat Moon y complimente l'écriture de la chanson, notamment la métaphore filée de la plage, et la manière dont B.I l'interprète en alternant « sans effort » chant et rap. « Avec l'ampleur et la profondeur des émotions qu'il transmet, B.I montre qu'il est autant un conteur qu'un auteur-compositeur », conclut-elle.
Dans sa critique pour le magazine musical britannique NME, Ruby C attribue la note de 4 sur 5 à Waterfall, qu'elle qualifie d'album « cathartique », montrant « toute la puissance d'une canalisation créatrice des angoisses nées dans l'adversité ». Elle y vante aussi la chorégraphie « poignante » de la chanson introductive Waterfall, qui complète la musique pour créer une « expérience visuelle et auditive percutante ».
Présenté comme porteur d'espoir au-delà de la douleur, de la tristesse, ou encore de l'apathie qu'expriment ses titres, Waterfall est l'un des cinq albums K-pop de l'année choisis par le magazine Time en 2021,. MTV News fait par ailleurs apparaître la chanson Waterfall dans son top des 21 meilleurs B-sides K-pop de l'année 2021, évoquant un titre qui « explore les bénéfices de confesser ses erreurs et tourner la page » dans un album où B.I « cherche la rédemption par le biais d'une brutale auto-évaluation ».

### Résultat commercial
Avec plus de 100 000 exemplaires CD et vinyles vendus, Waterfall est aussi un succès commercial. En Corée du Sud, l'album atteint la 6e place du classement hebdomadaire des ventes d'albums analogiques de Gaon. Aucune des chansons n'apparaît dans le classement Gaon Digital Chart lors de la sortie de l'album, toutefois sept des douze titres figurent dans le top 200 des téléchargements pour la semaine du 30 mai 2021. Au Japon, l'album se place respectivement en 44e et 24e position des classements établis par Oricon (ventes analogiques) et Billboard Japan (ventes analogiques et numériques),. Il prend par ailleurs la première place des ventes d'albums numériques sur la plateforme iTunes dans 20 pays, ainsi que sur le site chinois QQ Music. Visionné 12,7 millions de fois au cours des premières 24 heures, le clip vidéo de la chanson illa illa établit un nouveau record en la matière pour le premier single d'un artiste sud-coréen masculin.
Fait peu commun, la chanson Remember Me entre dans le classement Gaon Digital Chart en octobre 2021, quatre mois après la sortie de l'album. Elle demeure classée pendant sept semaines, culminant à la 74e position pour la semaine du 24 au 30 octobre. Le soudain intérêt du public sud-coréen pour le titre paraît avoir suivi la diffusion sur la plateforme TikTok d'une vidéo qui en utilisait la musique.

## Caractéristiques artistiques
B.I écrit les chansons de Waterfall durant son hiatus. Dans une interview de 2022 au site sud-coréen consacré à la musique hip-hop Hiphopplaya, il raconte que c'était la seule chose qu'il estimait alors pouvoir faire, tandis qu'il ignorait s'il poursuivrait sa carrière musicale. Décrivant son état d'esprit pendant cette période comme « un champ au milieu de l'hiver », il explique qu'il a d'abord mis ses pensées sur le papier telles qu'elles venaient, avant de les retravailler pour en faire des paroles de chansons. C'est en réalisant par la suite que des personnes souhaitaient entendre sa musique qu'il a commencé à vouloir les publier et en faire un album. Il enregistre les premières versions des titres chez lui et non en studio, avec un matériel très limité.
Il en résulte un album au caractère autobiographique assumé. B.I le décrit comme « une histoire très honnête sur [lui]-même », dans laquelle il ne voulait mettre aucune pensée qui n'ait été sienne, aucune émotion qu'il n'ait véritablement ressentie,. Au travers des courtes vidéos documentaires publiées lors de la sortie de Waterfall, il dit avoir nourri l'espoir que ces chansons « tristes » nées de son expérience puissent apporter du réconfort à d'autres,. Il explique également qu'elles rassemblent « tous les mots qu'[il] voul[ait] dire », notamment à sa famille, à ses amis, à ses fans et à lui-même. En mai 2022, il résume ainsi la création de l'album au magazine Billboard : « Avec Waterfall, j'exprimais ma peur et mes regrets, mais aussi ma gratitude. J'avais l'impression de finalement sortir la tête de l'eau ».
illa illa est le premier titre sur lequel B.I travaille. Pour cette chanson à la mélodie plutôt enjouée, mais dont il dit dans le livret d'album qu'elle parle de solitude et de son « histoire immature », il a en tête l'image d'une plage hivernale. Il s'inspire également d'un vers du poème 사탕과 해변의 맛 (Le goût des bonbons et de la plage) de Seo Yoon-hoo,. Dans l'une des vidéos documentaires de l'album, il qualifie illa illa de « quelque peu désorganisée », tant au niveau des paroles que de la composition, précisant qu'il y voit le corollaire d'une déclaration venant « du fond du cœur », comme il le souhaitait pour le titre principal de l'album. Il révèle par ailleurs avoir inclus dans illa illa un échantillon de Re-birth.
Le titre introductif Waterfall reprend et développe quant à lui un vers de Be I, la toute première chanson individuelle de l'artiste, écrite en 2014 alors qu'il participait à l'émission de téléréalité Show Me the Money : « 떨어짐과 동시에 새로운 시작하는 폭포 That's me » (« Une cascade dont la chute est un nouveau départ, c'est moi »),. En novembre 2022, B.I dit à BuzzFeed que cette chanson est celle qui exprime le mieux sa personnalité dans sa globalité. Au magazine italien Panorama, qui lui demande en mars 2023 quelle chanson il utiliserait pour se décrire, il répond « Waterfall, pour l'instant », évoquant un « emblème de [ses] défis passés » et « du fait de surmonter ces difficultés ».

## Fiche technique
Sauf indication contraire, toutes les informations présentées dans cette partie sont issues du livret d'album.

### Liste des chansons
Toutes les paroles sont écrites par B.I sauf pour Stay, par B.I et Tablo.
| 1.    | Waterfall                      | - B.I - Choice37 - Hae                               | - Choice37 - Hae               | 2:45 |
| 2.    | illa illa (해변)               | - B.I - Millennium - Kang Wook-jin - Diggy - Sihwang | - Millennium - Sihwang         | 3:25 |
| 3.    | Daydream (긴 꿈, feat. Lee Hi) | - B.I - Saint Leonard                                | Saint Leonard                  | 3:14 |
| 4.    | Numb                           | - B.I - Stally - Basecamp (Wook-jin)                 | - Stally - Basecamp (Wook-jin) | 3:46 |
| 5.    | Illusion (꿈결)                | - B.I - JFKID                                        | JFKID                          | 3:18 |
| 6.    | Flow Away                      | - B.I - Millennium                                   | Millennium                     | 3:44 |
| 7.    | Help Me                        | - B.I - Millennium - Sihwang                         | - Millennium - Sihwang         | 3:20 |
| 8.    | Remember Me (역겹겠지만)       | - B.I - Millennium                                   | Millennium                     | 3:39 |
| 9.    | Stay (feat. Tablo)             | - B.I - Choice37 - Hae                               | - Choice37 - Hae               | 2:56 |
| 10.   | Gray (비 온 뒤 흐림)           | - B.I - Kang Wook-jin - Diggy - Eddy                 | - Kang Wook-jin - Diggy        | 3:22 |
| 11.   | Then (그땐 내가)               | - B.I - Padi                                         | Padi                           | 3:11 |
| 12.   | Re-birth (다음 생)             | - B.I - Sihwang - Millennium                         | - Sihwang - Millennium         | 3:23 |
| 40:07 |                                |                                                      |                                |      |

### Équipe de production
- B.I – producteur exécutif
- Oh Hyung-suk – enregistrement, mixage
- Park Jung-ho – mixage (assistant)
- Chris Gehringer – matriçage

### Équipe artistique
- Kim Woogie – réalisateur de clips vidéo
- Yeom Woo-jin – réalisateur de track films
- AFF – réalisateur de track films
- Kimheejune – photographie (version Waterfall)
- Rie – photographie (version Seaside)
- Narae – design
- Jung Fwan-wook – costumes
- Kim So-hee – coiffure
- Choi Hyun-sung – coiffure (assistant)
- Park So-yun – coiffure (assistant)
- Noh Hang-yul – maquillage
- Lee Young-ji – maquillage (assistant)
- Youngbeen – chorégraphie (Waterfall)
- Lee Han-sol – chorégraphie (illa illa)
- Yu Jung-wan – chorégraphie (illa illa)
- Kinjaz – chorégraphie (illa illa)
- Xin Seoul – photographie promotionnelle

### Historique de parution
| Support   | Région       | Date de parution | Label                 | Distributeur | Notes | Réf.   |
| --------- | ------------ | ---------------- | --------------------- | ------------ | --- | ------ |
| Numérique | NC           | 1er juin 2021    | IOK Music & 131 Label | NC           | Sites de téléchargement et streaming de musique sud-coréens, ainsi que plusieurs plateformes internationales. | [ 28 ] |
| CD        | Corée du Sud | 1er juin 2021    | IOK Music & 131 Label | Dreamus      | Versions Waterfall et Seaside.                                                                                | [ 61 ] |
| CD        | Japon        | 5 juillet 2021   | IOK Music & 131 Label | Dreamus      | Import officiel au Japon. Livret contenant une traduction japonaise des paroles.                              | [ 62 ] |
| Vinyle    | Corée du Sud | 22 décembre 2021 | IOK Music & 131 Label | Dreamus      | Édition limitée.                                                                                              | [ 63 ] |

## Classements
| Pays         | Classement                  | Durée maximale | Meilleure position | Réf.   |
| ------------ | --------------------------- | -------------- | ------------------ | ------ |
| Corée du Sud | Album Chart, Gaon           | 3 semaines     | 6e                 | [ 40 ] |
| Japon        | Album, Oricon               | 1 semaine      | 44e                | [ 42 ] |
| Japon        | Hot Albums, Billboard Japon | 1 semaine      | 24e                | [ 43 ] |

| Pays         | Classement        | Durée maximale | Meilleure position | Réf.   |
| ------------ | ----------------- | -------------- | ------------------ | ------ |
| Corée du Sud | Album Chart, Gaon | 2 mois         | 9e                 | [ 64 ] |